# Spanje op het Eurovisiesongfestival 2023
Spanje nam deel aan het Eurovisie Songfestival 2023 in Liverpool, Verenigd Koninkrijk, met het nummer "Eaea" uitgevoerd door Blanca Paloma. De Spaanse omroep Radiotelevisión Española (RTVE) organiseerde samen met de Generalitat Valenciana de nationale finale Benidorm Fest om de Spaanse inzending voor de wedstrijd van 2023 te selecteren. Achttien inzendingen werden geselecteerd om deel te nemen aan de nationale finale, die bestond uit drie shows: twee halve finales en een finale. Acht inzendingen kwalificeerden zich uiteindelijk voor de finale op 4 februari 2023, en de winnaar werd bepaald door een combinatie van stemmen van een deskundige jury, een demoscopisch panel en de kijkers.

## Benidorm Fest 2023
Benidorm Fest 2023 werd opnieuw gehanteerd om de kandidaat te kiezen. De show vond plaats in het Palau Municipal d'Esports l'Illa de Benidorm in Benidorm. Achttien artiesten en liedjes streden over drie shows: twee halve finales op 31 januari en 2 februari 2023 en de finale op 4 februari 2023.
De halve finales werden uitgezonden op twee avonden van dezelfde week en de stemming bestond uit een stemsysteem bestaande uit televoting (25%), een demoscopisch panel van juries ( 25%), en een nationale en internationale jurystemming (50%). Negen acts streden in elke halve finale, waarbij de top vier doorging naar de finale.

### Finale
| Nr. | Artiest       | Liedje               | Deskundige jury | Demoscopisch jury | Televoting | Totaal | Plaats |
| --- | ------------- | -------------------- | --------------- | ----------------- | ---------- | ------ | ------ |
| 1   | Karmento      | "Quiero y duelo"     | 35              | 20                | 25         | 80     | 6      |
| 2   | Megara        | "Arcadia"            | 50              | 28                | 28         | 106    | 4      |
| 3   | Alice Wonder  | "Yo quisiera"        | 53              | 16                | 20         | 89     | 5      |
| 4   | Fusa Nocta    | "Mi familia"         | 24              | 25                | 22         | 71     | 8      |
| 5   | Agoney        | "Quiero arder"       | 80              | 30                | 35         | 145    | 2      |
| 6   | Blanca Paloma | "Eaea"               | 94              | 35                | 40         | 169    | 1      |
| 7   | José Otero    | "Inviernos en Marte" | 37              | 22                | 16         | 75     | 7      |
| 8   | Vicco         | "Nochentera"         | 59              | 40                | 30         | 129    | 3      |

## In Liverpool
Als lid van de vijf grote Eurovisielanden mocht Spanje automatisch deelnemen aan de grote finale, op zaterdag 13 mei 2023. Hoge ogen werden gericht op de zangeres. Met het flamenco pop nummer kon de zangeres echter de hoge verwachtingen niet inlassen. Blanca Paloma eindigde op de 17de plaats, met 100 punten. De meeste punten verkreeg ze van de jury's. De kijkers thuis plaatsen de zangeres op de laatste plaats.
1961 · 1962 · 1963 · 1964 · 1965 · 1966 · 1967 · 1968 · 1969 · 1970 · 1971 · 1972 · 1973 · 1974 · 1975 · 1976 · 1977 · 1978 · 1979 · 1980 · 1981 · 1982 · 1983 · 1984 · 1985 · 1986 · 1987 · 1988 · 1989 · 1990 · 1991 · 1992 · 1993 · 1994 · 1995 · 1996 · 1997 · 1998 · 1999 · 2000 · 2001 · 2002 · 2003 · 2004 · 2005 · 2006 · 2007 · 2008 · 2009 · 2010 · 2011 · 2012 · 2013 · 2014 · 2015 · 2016 · 2017 · 2018 · 2019 · 2020 · 2021 · 2022 · 2023 · 2024 · 2025
Albanië · Armenië · Australië · Azerbeidzjan · België · Cyprus · Denemarken · Duitsland · Estland · Finland · Frankrijk · Georgië · Griekenland · Ierland · IJsland · Israël · Italië · Kroatië · Letland · Litouwen · Malta · Moldavië · Nederland · Noorwegen · Oekraïne · Oostenrijk · Polen · Portugal · Roemenië · San Marino · Servië · Slovenië · Spanje · Tsjechië · Verenigd Koninkrijk · Zweden · Zwitserland